# Bella donna (film 1915)
Bella donna (Bella Donna) è un film muto del 1915 diretto da Hugh Ford e Edwin S. Porter. La sceneggiatura si basa sull'omonimo romanzo di Robert Hichens, pubblicato a Londra nel 1909 e sulla pièce dallo stesso titolo di James B. Fagan (Londra, 9 dicembre 1911). A New York, Bella Donna, che debuttò l'11 novembre 1912 all'Empire Theatre a Broadway, aveva avuto come protagonista Alla Nazimova.

## Trama
Bella Donna è una bellissima avventuriera inglese che provoca una miriade di pettegolezzi nella società londinese. Ma il sofisticato Nigel Armine non ascolta nessuno: affascinato dalla sua bellezza, la sposa e se la porta in Egitto. Qui, la donna cede al fascino brutale dell'egiziano Baroudi. I due amanti, per liberarsi del marito scomodo, progettano di ucciderlo avvelenandolo.
 Bella Donna, istruita da Baroudi, somministra ogni giorno ad Armine dello zucchero di piombo mescolato al caffè. L'uomo diventa sempre più debole ma, a salvarlo, interviene un suo vecchio amico medico, il dottor Isaacson che si rende conto di ciò che sta tentando di fare la donna. Rivela ad Armine il ruolo della moglie, ma questi non gli crede. Anzi, confida alla moglie quello di cui la accusa Isaacson, dichiarandole che lui ha fiducia in lei e che non crede al dottore.
I nervi di Bella Donna cedono: con sorpresa di Armine, la donna - perso ogni controllo - inveisce contro di lui e gli annuncia che lo lascia per Baroudi. Ma, quando si presenta alla porta dell'amante, Baroudi la scaccia perché la ritiene una donna troppo pericolosa. Non sapendo che fare, Bella Donna torna verso la casa che ha appena lasciato per sempre. Ma, sulla porta, si imbatte sul dottor Isaacson che le chiude la porta in faccia. Sola e senza poter più raggiungere i suoi sogni di lusso e di ricchezza, la donna vede davanti a sé solo la distesa sterminata del deserto.

## Produzione
Il film fu prodotto dalla Famous Players Film Company. Gli esterni vennero girati in Florida.

## Distribuzione
Il copyright del film, richiesto dalla Famous Players Film Co., fu registrato il 12 novembre 1915 con il numero LU6988.
Distribuito dalla Paramount Pictures, il film uscì nelle sale cinematografiche degli Stati Uniti il 15 novembre 1915. In Italia venne distribuito dalla Cazzulino nel 1917.
Non si conoscono copie ancora esistenti della pellicola che viene considerata presumibilmente perduta.

## Differenti versioni
Il lavoro teatrale di Fagan fu portato diverse volte sullo schermo, sia in versione muta che sonora:
- Bella donna (Bella Donna), regia di Hugh Ford e Edwin S. Porter - con Pauline Frederick (1915)
- Triste presagio (Bella Donna), regia di George Fitzmaurice - con Pola Negri (1923)
- Bella donna (Bella Donna), regia di Robert Milton (1934)
- Tentazione  (Temptation), regia di Irving Pichel - con Merle Oberon (1946)